# Albysjön, Botkyrka-Huddinge
Albysjön är en sjö som delas av Botkyrka kommun och Huddinge kommun i Södermanland som ingår i Norrströms huvudavrinningsområde. Sjön är 24 meter djup, har en yta på 1,13 kvadratkilometer och befinner sig 0,7 meter över havet. Sjön avvattnas av vattendraget Tumbaån.

## Beskrivning
Sjön utgör en del av Östra Mälaren, förbundet med ett smalt sund vid Fittjanäset och Fittjaviken. Fisket är fritt med handredskap utom av kräftor. Närmaste tunnelbanestationer är Masmo och Fittja. Mellan Masmo och Fittja går tunnelbanan på Albysjöns järnvägsbro över den nordligaste delen av Albysjön. Namnet Albysjön kommer från gården Alby gård på Botkyrkasidan av Albysjön.
Från bron syns Flottsbros höga backe i söder. Vid Flottsbro finns ett bad, en kanotuthyrning och S:t Botvids begravningsplats. Bad finns även vid Fittja äng i Fittja. I den södra änden av Albysjöns går den smala Flottsbrokanalen till Tullingesjön.
Sjön är Huddinges djupaste (25 meter), och är rik på fiskarter, med bland annat arten nissöga.
När Tumba pappersbruk grundades 1755 behövde bruket en bra transportled från Fittja. Då gick sjötransporten till Mälaren via Tullingesjön – Flottsbrokanalen  – Albysjön –  Fittjaviken – Hagaviken.

## Delavrinningsområde

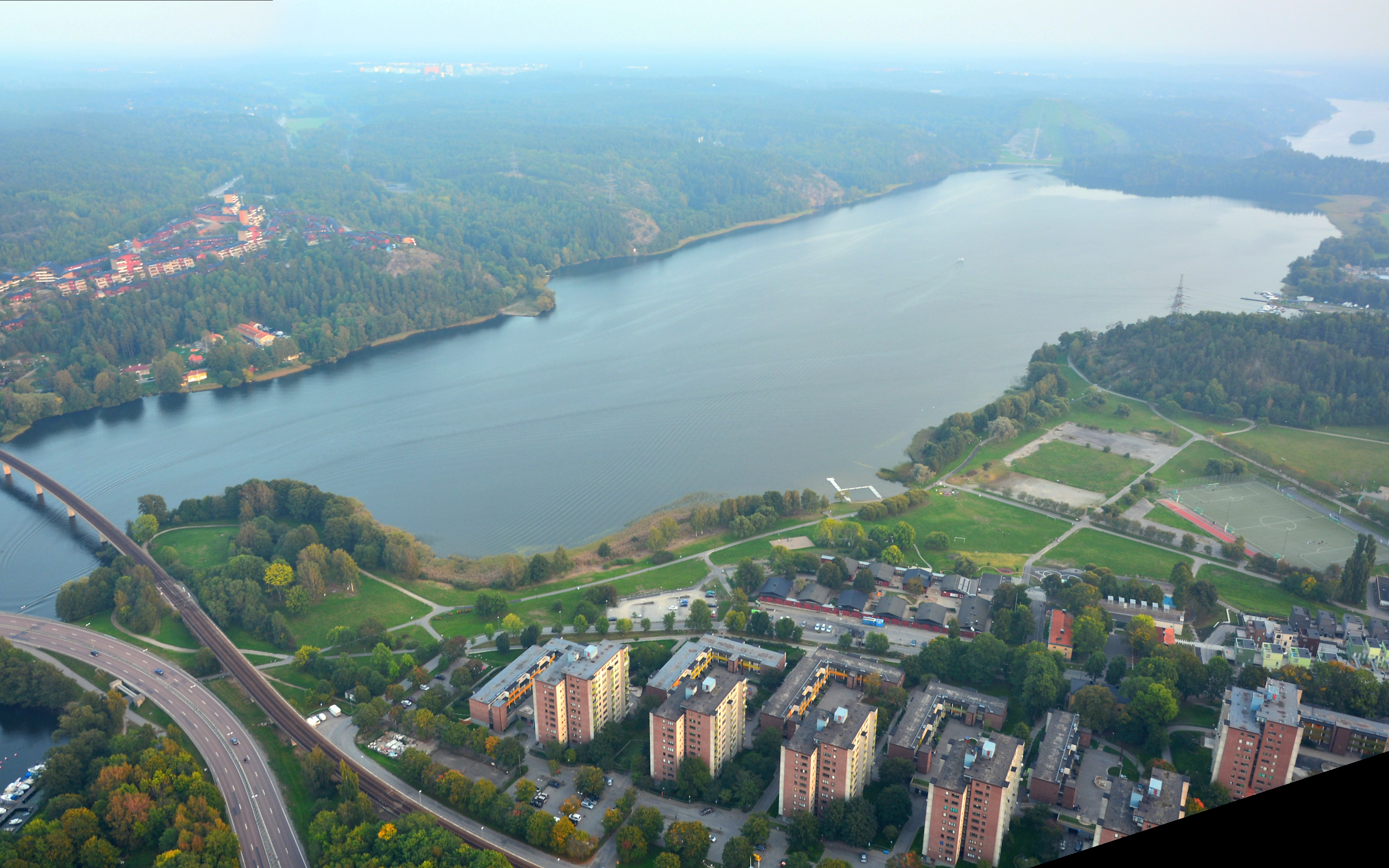
Albysjön från luften, september 2014.

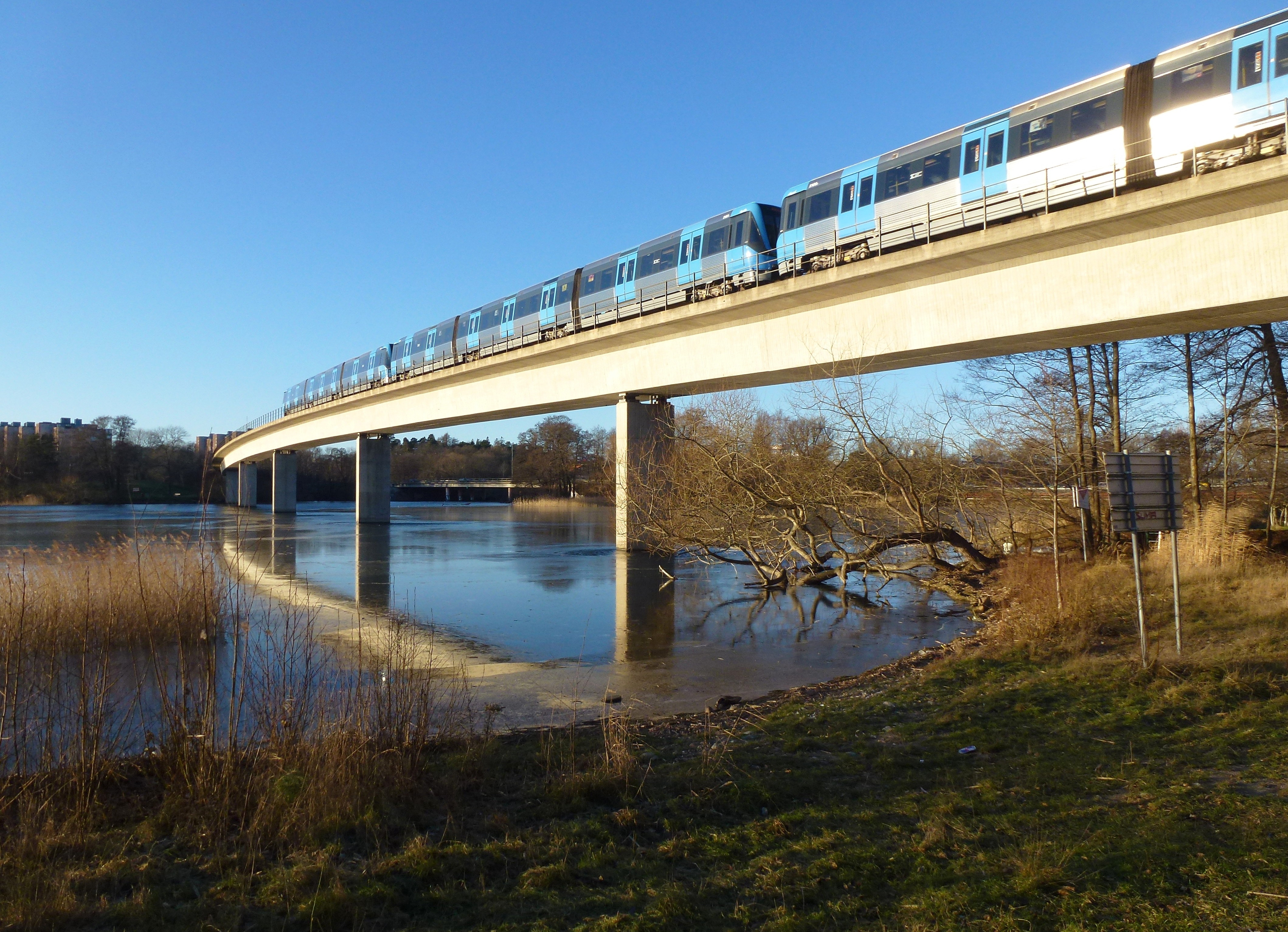
Tunnelbanebron över Albysjön, 2015.

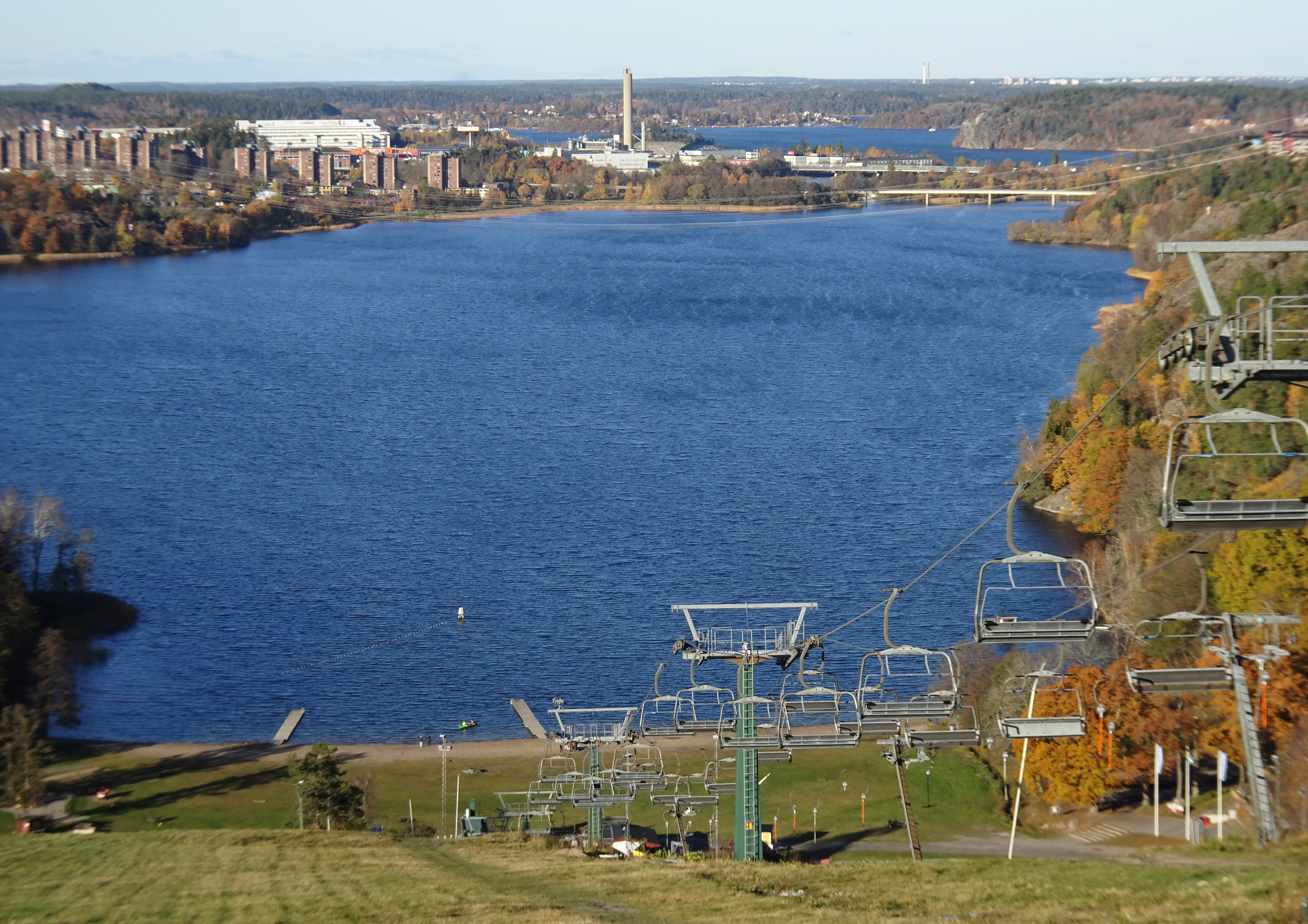
Albysjön från Flottsbrobacken, 2016.

Albysjön ingår i delavrinningsområde (657047-161811) som SMHI kallar för Utloppet av Albysjön. Medelhöjden är 34 meter över havet och ytan är 15,12 kvadratkilometer. Räknas de 7 avrinningsområdena uppströms in blir den ackumulerade arean 89,9 kvadratkilometer. Tumbaån som avvattnar avrinningsområdet har biflödesordning 2, vilket innebär att vattnet flödar genom totalt 2 vattendrag innan det når havet efter 18 kilometer. Avrinningsområdet består mestadels av skog (20 procent). Avrinningsområdet har 1,13 kvadratkilometer vattenytor vilket ger det en sjöprocent på 11,1 procent. Bebyggelsen i området täcker en yta av 6,19 kvadratkilometer eller 61 procent av avrinningsområdet.